# Sharon Whittaker
Sharon Whittaker (* 1942) ist eine ehemalige kanadische Badmintonspielerin. 

## Karriere
Sharon Whittaker gewann 1965 ihren ersten nationalen Titel in Kanada. Ein Jahr später erkämpfte sie sich Silber bei den British Empire and Commonwealth Games. 1967 und 1968 war sie bei den Canadian Open erfolgreich, 1968 auch noch einmal bei den nationalen Meisterschaften.

## Sportliche Erfolge
| Saison | Veranstaltung                 | Disziplin   | Platz | Name                              |
| ------ | ----------------------------- | ----------- | ----- | --------------------------------- |
| 1965   | Kanada: Einzelmeisterschaften | Dameneinzel | 1     | Sharon Whittaker                  |
| 1966   | Commonwealth Games            | Dameneinzel | 2     | Sharon Whittaker                  |
| 1967   | Canadian Open                 | Mixed       | 1     | Roger J. Mills / Sharon Whittaker |
| 1968   | Canadian Open                 | Damendoppel | 1     | Sharon Whittaker / Mimi Nilsson   |
| 1968   | Canadian Open                 | Dameneinzel | 1     | Sharon Whittaker                  |
| 1968   | Kanada: Einzelmeisterschaften | Dameneinzel | 1     | Sharon Whittaker                  |

## Referenzen
- Webseite des Verbandes von Quebec zu den Canadian Open (Memento vom 21. November 2008 im Internet Archive)

| Personendaten    | Personendaten                 |
| ---------------- | ----------------------------- |
| NAME             | Whittaker, Sharon             |
| KURZBESCHREIBUNG | kanadische Badmintonspielerin |
| GEBURTSDATUM     | 1942                          |